# 姚枢
姚 枢（よう すう、1200年 - 1280年）は、モンゴル帝国配下の官僚。クビライの漢人参謀を務めた人物である。字は公茂。号は雪斎。営州柳城県の出身。甥に姚燧がいる。

## 生涯
金朝の許州録事判官の姚淵の子として生まれた。金朝の支配下にあった華北出身の漢人で、若い頃から文学者としての声望が高かった。1233年、楊惟中の推挙を受けてモンゴル帝国に仕えるようになる。クビライに仕えるまでは政治的にあまり目立ったような功績は無く、金朝や南宋における文学者の保護を行なっている。1241年には一時的に失脚していることから、オゴデイ没後に漢人排斥を行なったグユクやモンケらに追われたと見ることができる。
モンケの即位後、クビライが次第に頭角を現すと、そのチェルビ（側近）となった。そして大理遠征や南宋遠征などに従軍し、参謀として多くの献策を行なっている。モンケの没後はクビライの擁立に尽力し、モンゴル帝国を中国化の王朝にするため、既得権力者の廃止や州県制度の設立など、元朝設立に大きな功績を挙げた。
至元5年（1268年）から南宋に対する大規模な遠征が始まると、クビライに適切な献策を行なっている。また日本遠征や陳朝遠征などでも的確な献策を行ない、クビライ配下の漢人ブレーンの中でも最も厚い信任を受けた。
至元17年（1280年）、死去した。享年は81。至大3年（1310年）、元朝より嘉猷程世旧学功臣・栄禄大夫（従一品）・太師・開府儀同三司・魯国公とされ、文献と諡された。

## エピソード
- クビライから厚い信任を受け、「師」と呼ばれた。クビライが彼の献策を退けることはほとんど無く、その死後の翌年に日本遠征（弘安の役）に失敗すると、「師が生きていたら、どのような献策を行なってくれただろうか」と嘆いたという。
- 大理遠征のとき、北宋の武将の曹彬の南唐攻略の先例を挙げて無血開城を提言した。多くの武将が反対する中、クビライだけはこれを受け入れて開城を勧告した。しかし使者は殺され、多くの武将が姚枢を非難する。しかし姚枢は慌てず、民衆に降伏を呼びかけ続けた。これにより、もともとモンゴル軍を恐れていた民衆や兵士が守将を捕らえて開城し、モンゴル軍は守将2人を殺すだけで他は助命した。こうして、最も少ない被害で大理国を支配下に置いたのである。
- 同様の策略は南宋攻略の際にも見られ、無益な殺生や略奪を行なわないようにクビライに提言した。遠征軍を率いたバヤンもその提言に従った結果、モンゴル軍は襄陽戦を除いてほとんど戦わずに勝利したのである。